# 17-й армейский корпус СС
17-й армейский корпус СС (венгерский) (нем. XVII. Waffen-Armeekorps der SS) — оперативно-тактическое объединение войск СС нацистской Германии периода Второй мировой войны. О формировании корпуса было объявлено в марте 1945 года. Корпус, который должен был состоять из венгров и венгерских фольксдойче, так и не был до конца сформирован как самостоятельная единица.

## Боевой путь корпуса
Штаб корпуса был создан в марте 1945 г. для контроля за формированием венгерских частей войск СС. В последние месяцы войны было очень сложно сформировать часть корпусного уровня, поэтому «корпусом» являлось некоторое количество венгерских частей из 25-й и 26-й гренадерских дивизий войск СС, собранных в городке Бургхаузен. Из Бургхаузена корпус отправился в глубь Австрии. 3 мая состоялся последний бой венгров с американцами. На следующий день корпус капитулировал.

## Командующие корпусом
- обергруппенфюрер СС и генерал войск СС Ференц Фекетехальми-Цейднер (март — апрель 1945);
- обергруппенфюрер СС и генерал войск СС Йенё Рускай (апрель — май 1945).

## Состав корпуса
Состав не был сформирован.